# 小行星2721
小行星2721（2721 Vsekhsvyatskij）是一颗围绕太阳公转的小行星。1973年9月22日，尼古拉·切爾尼赫在克里米亚发现了此天体。
該小行星以俄羅斯天文學家謝爾蓋·康斯坦丁維奇·弗塞赫斯維亞茨基（Sergej Konstantinovich Vsekhsvyatskij）命名。
这颗小行星的绝对星等为280.9172333310148等。